# Matthew Špiranović
Matthew Špiranović est un footballeur australien né le 27 juin 1988 à Geelong qui évolue au poste de milieu défensif au Melbourne Victory.

## Carrière
- déc.2006-déc. 2010 : FC Nuremberg  Allemagne
  - jan.2010-déc. 2010 : Urawa Red Diamonds  Japon (prêt)
- jan. 2011-2012 :  Urawa Red Diamonds
- 2012-2013 :  Al Arabi Doha
- 2013-2015 :  Western Sydney Wanderers FC[1]
- 2015-déc. 2017 :  Hangzhou Greentown
- 2018- :  Perth Glory

## Palmarès
- 35 sélections et 0 but avec l'équipe d'Australie de football depuis 2008
- Vainqueur de la Coupe d'Allemagne (DFB-Pokal) en 2007 avec Nuremberg
- Vainqueur de la Coupe d'Asie des Nations en 2015